# تولوناي كافكاس
تولوناي كافكاس (بالتركية: Tolunay Kafkas)‏ (31 مارس 1968 تركيا - ) هو لاعب كرة قدم تركي، شارك في بطولة أمم أوروبا 1996.

## روابط خارجية
- تولوناي كافكاس على موقع اتحاد تركيا (لاعب) (الإنجليزية)
- تولوناي كافكاس على موقع اتحاد تركيا (مدرب) (الإنجليزية)
- تولوناي كافكاس على موقع قاعدة بيانات كرة القدم.إي يو (الإنجليزية)
- تولوناي كافكاس على موقع بيانات كرة القدم. دي إي (الألمانية)
- تولوناي كافكاس على موقع ناشيونال فوتبول تيمز (الإنجليزية)
- تولوناي كافكاس على موقع Soccerway.com (الإنجليزية)
- تولوناي كافكاس على موقع عالم كرة القدم.نت (الإنجليزية)